# Dragan Paljić
Dragan Paljić, né le 8 avril 1983 à Starnberg, est un footballeur allemand. Il occupe le poste de milieu de terrain. Il est l'actuel entraîneur adjoint de la JS Kabylie.
Paljić est d'origine serbe, et sa famille vit à Doboj en Bosnie-Herzégovine.

## Biographie

### Signature surprenante au Wisła Cracovie
Le 18 juillet 2010, après avoir résilié son contrat avec Kaiserslautern, il signe pour deux ans avec le Wisła Cracovie, club de première division polonaise qualifié pour la Ligue Europa,.

## Palmarès
- Champion d'Allemagne de deuxième division : 2010
- Champion de Pologne : 2011